# Морозов, Антон Юрьевич
Антон Юрьевич Морозов (род. 24 февраля 1972 года, Москва) — торговый представитель Российской Федерации в Республике Польша 

## Биография
В 1995 году окончил физический факультет МГУ. В 2005 году — Российскую академию государственной службы при Президенте Российской Федерации. В 2018 году – Дипломатическую Академию Министерства иностранных дел РФ по программе: «Мировая политика».
В 2023 году – Всероссийскую Академию Внешней Торговли при Министерстве экономического развития РФ, факультет международного бизнеса по программе: «МВА – Современные технологии управления ВЭД»
Депутат Новгородской областной Думы, заместитель Председателя Комитета по законодательству и местному самоуправления(2006—2011).
Советник по науке и технике в постоянном Представительстве России при ООН Министерства иностранных дел РФ (2012—2016).
С 6 апреля 2016 года депутат Государственной Думы шестого созыва (получил ставший вакантным мандат Сергея Никаноровича Сироткина). Член комитета по международным делам.
18 сентября 2016 года избран депутатом Государственной думы Российской Федерации VII созыва по федеральному списку от ЛДПР (№ 1 в региональной группе № 95, Новгородская область, Тверская область).
Член Высшего Совета ЛДПР, избранный на XXX Съезде ЛДПР 04.02.2017 г.В 2021 году был повторно избран в Высший Совет ЛДПР 
Действительный государственный советник РФ III класса (присвоен указом президента в 2004 г.)
Ветеран труда федерального значения (присвоен в 2023 г.)
24 сентября 2021 года Распоряжением №2657-р Председателя Правительства Российской Федерации М.В.Мишустина назначен Торговым представителем Российской Федерации в Республике Польша.  Приступил к исполнению обязанностей 15 октября 2021 г. и занимает должность по настоящее время.

## Деятельность в медийной сфере
Антон Юрьевич Морозов не раз заявлял о своих взглядах, называя себя убежденным сторонником свободы и демократии. По мнению Антона Юреьвича, в по-настоящему демократическом и свободном обществе наиболее эффективен организационный принцип наподобие крупной корпорации, открытого акционерного общества.
Антон Юрьевич Морозов, специализируясь на иностранных делах, не раз громко высказывался о внешней политики, критикуя действия западных стран, был наблюдателем референдума в Киргизии в 2021 году.
Будучи Членом Комитета по международным делам Антон Морозов принимал участие во II Международном форуме «Развитие парламентаризма», в рамках которого состоялось обсуждение в рамках секции «Международная безопасность: диалог законодателей для мира и стабильности».
Парламентарий отмечал, что Россия придает большое значение развитию межпарламентской дипломатии, так как традиционная межправительственная дипломатия не всегда эффективна.
«Депутаты и сенаторы, которые имеют прямую связь со своими избирателями, которые работают в своих регионах и которые взаимодействуют со своими коллегами-парламентариями на двусторонней основе, зачастую способны выработать более эффективные механизмы решения глобальных вызовов», — заявлял Морозов. 
По своим религиозным взглядам Антон Юрьевич - православный. Об этом он заявлял публично в одном из интервью: "Я считаю, что Православие - важнейшая российская традиция. Поэтому, конечно же, я верю в Бога".
В 2018 году Морозов голосовал за поправки к Конституции:
"В этих поправках содержится укрепление позиций Российского государства как во внешней, так и во внутренней политике". 

## Награды
- Благодарность Президента России, Благодарность Председателя Правительства России, Благодарность Председателя Государственной Думы ФС РФ.
- Юбилейная медаль «МПА СНГ. 25 лет» (12 апреля 2018 года) — за заслуги в деле развития и укрепления парламентаризма, за вклад в развитие и совершенствование правовых основ функционирования Содружества Независимых Государств, укрепление международных связей и межпарламентского сотрудничества[10].